# アーノルド&リヒター
アーノルト&リヒター（Arnold & Richter 、略称Arri）は、ドイツの映画用機材メーカー。

## 概要
1917年に設立された世界最大の高品質映画機材（16mm、35mm、65/70mm）と映画用光源機材のメーカーである。本社はドイツのミュンヘン市。社名は創業者であるアウグスト・アーノルト（August Arnold ）とロベルト・リヒター（Robert Richter ）に由来する。
1937年、エーリッヒ・ケストナー（Erich Kästner 、作家のエーリッヒ・ケストナーとは別人）が発明した世界初のレフレックスミラーシャッターをアリフレックス35カメラに導入した。この技術は、回転する鏡により静止画像用の一眼レフカメラ同様にフィルムに送られるものと同じく、レンズを通した画像をファインダーで確認することができるので構図やピント合わせに有利であり、この技術は今日でも多くの映画用カメラに使用されている。
戦後、スタジオ外での撮影需要の高まりに応じて報道や戦場撮影用の軽量の可搬式カメラの製造を始めた。1952年に開発したアリフレックス16STカメラの投入は16mmフォーマットにとって廉価な報道やテレビジョンメディアムとして革新的なものであり約20,000台が売れるベストセラーとなった。またアリフレックス35BLは軽量でカメラの活動領域を広げた。
1967年以来13回のアカデミー賞アカデミー科学技術賞を受けている。
1984年にはスペースシャトル計画に伴い飛行中の映像撮影のためにカメラが採用され、2011年現在でもパナビジョンと並んで映画の撮影に最も多く使用されている。2011年現在の従業員数は約1,200名である。
レンズはカール・ツァイスから供給された。パナビジョンとは機材の生産者として最大のライバルである一方、最大の顧客である（パナビジョン社は映画カメラのレンタル業者として世界最大。Arriのカメラも購入し、貸し出している）という類稀な関係を築いた。
近年ではデジタルシネマ分野に移行しており、35mmCMOS撮像素子を搭載して標準的な映画用35mmレンズを使用できるアリフレックス D-20高精細カメラを開発している。また、ポストプロダクションの機材に拡大してアリレーザーを出したり、2000年にはムービーカムを買収して新しいアリカムに更新した。現在、ハリウッドメジャー映画で最も使用されているデジタル映画カメラのアレクサが、同社を代表するカメラとなっている。
他に特筆すべき製品はコンパクトな35mmカメラのアリフレックス 235、最上級16mmカメラのアリフレックス 416、18kWや12kW電球がある。